# Amphoe Kae Dam
Amphoe Kae Dam (Thai อำเภอ แกดำ) ist ein Landkreis (Amphoe – Verwaltungs-Distrikt) im Osten der Provinz Maha Sarakham. Die Provinz Maha Sarakham liegt im Zentrum der Nordostregion von Thailand, dem so genannten Isan.

## Geographie
Amphoe Kae Dam grenzt an die folgenden Distrikte (von Süden im Uhrzeigersinn): an die Amphoe Wapi Pathum und Mueang Maha Sarakham in der Provinz Maha Sarakham, sowie an Amphoe Si Somdet der Provinz Roi Et.

## Geschichte
Kae Dam wurde am 3. Januar 1977 zunächst als „Zweigkreis“ (King Amphoe) eingerichtet, indem die drei Tambon
Kae Dam, Nong Kung und Mittraphap vom Amphoe Mueang Maha Sarakham abgetrennt wurden. 
Am 1. Januar 1988 wurde er dann zum Amphoe heraufgestuft.

## Verwaltung

### Provinzverwaltung
Der Landkreis Kae Dam ist in fünf Tambon („Unterbezirke“ oder „Gemeinden“) eingeteilt, die sich weiter in 89 Muban („Dörfer“) unterteilen.
| Nr. | Name       | Thai    | Muban | Einw. |
| --- | ---------- | ------- | ----- | ----- |
| 01. | Kae Dam    | แกดำ    | 18    | 8.863 |
| 02. | Wang Saeng | วังแสง   | 0-    | 5.942 |
| 03. | Mittraphap | มิตรภาพ  | 21    | 6.797 |
| 04. | Nong Kung  | หนองกุง  | 0-    | 4.330 |
| 05. | Non Phiban | โนนภิบาล | 14    | 3.878 |

Hinweis: Die Daten der Muban liegen zum Teil noch nicht vor.

### Lokalverwaltung
Es gibt zwei Kommunen mit „Kleinstadt“-Status (Thesaban Tambon) im Landkreis:
- Kae Dam (Thai: เทศบาลตำบลแกดำ), bestehend aus Teilen des Tambon Kae Dam.
- Mittraphap (Thai: เทศบาลตำบลมิตรภาพ), bestehend aus dem gesamten Tambon Mittraphap.

Außerdem gibt es vier „Tambon-Verwaltungsorganisationen“ (องค์การบริหารส่วนตำบล – Tambon Administrative Organizations, TAO):
- Kae Dam (Thai: องค์การบริหารส่วนตำบลแกดำ)
- Wang Saeng (Thai: องค์การบริหารส่วนตำบลวังแสง)
- Nong Kung (Thai: องค์การบริหารส่วนตำบลหนองกุง)
- Non Phiban (Thai: องค์การบริหารส่วนตำบลโนนภิบาล)